# Islas Kupriyanov
Las Islas Kupriyanov son un grupo de islas frente a la costa sur de la isla San Pedro, cerca al sur de la ensenada de Díaz.
El nombre de "Mys Kupriyánov" o "Mys Kupriyánova", por Iván Kupriyánov, un oficial de la corbeta Mirni, fue dado por el Almirante Thaddeus Bellingshausen en 1819 a un cabo en la costa entre la bahía Novosilski y el cabo Decepción. El nombre fue, pasado por alto por el capitán de corbeta J.M. Chaplin, quien en 1930 dio el nombre punta Johannesen al mismo tramo de costa. La punta fue identificada por la Encuesta de Georgia del Sur, de 1955 a 1956, como un punto insignificante que no requería un nombre. Al mismo tiempo, el grupo de islas frente a la ensenada Diaz fue mapeada en detalle por primera vez. Una forma alterada del nombre ruso original ha sido aceptado para este grupo.
La isla es administrada por el Reino Unido como parte del territorio de ultramar de las Islas Georgias del Sur y Sandwich del Sur, pero también es reclamada por la República Argentina que la considera parte del departamento Islas del Atlántico Sur dentro de la provincia de Tierra del Fuego, Antártida e Islas del Atlántico Sur.